# Seznam skotských palíren whisky

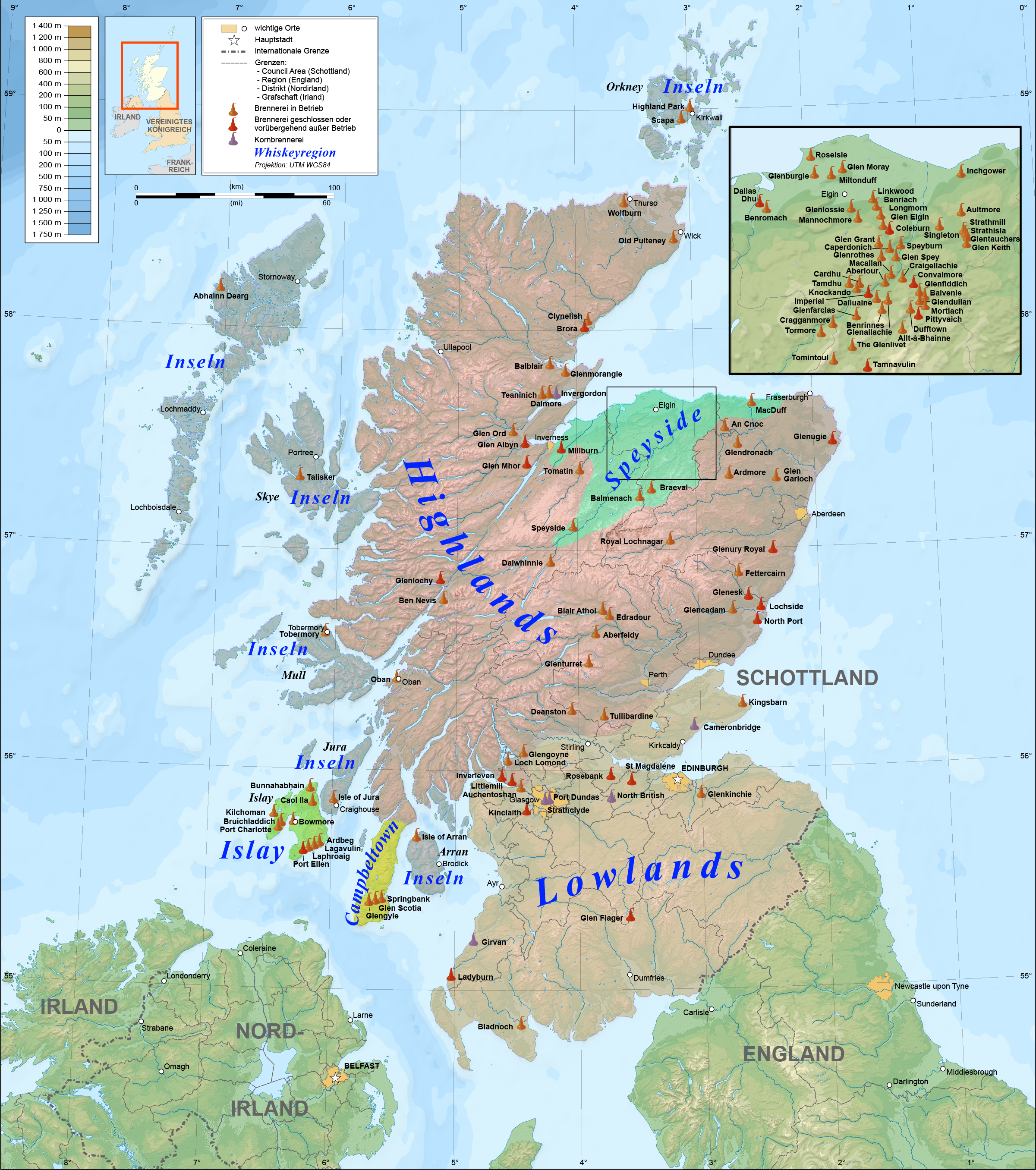

Seznam skotských palíren whisky je seznamem skotských palíren a značek whisky:

## Single malt skotská whisky
- Aberfeldy: město Aberfeldy, hrabství Perthshire, oblast Perthshire
- Aberlour: vesnice Aberlour, hrabství Banffshire, oblast Speyside
- Allt-A-Bhainne: vesnice Glenrinnes, hrabství Banffshire, oblast Speyside
- Ardbeg
- Ardmore: vesnice Kennethmont, hrabství Aberdeenshire, oblast Speyside
- Auchentoshan
- Auchroisk: vesnice Mulben, hrabství Banffshire, oblast Speyside
- Aultmore: město Keith, hrabství Banffshire, oblast Speyside
- Balblair: vesnice Edderton, hrabství Ross-shire, oblast Severní Vysočina
- Balmenach
- Balvenie: město Dufftown, hrabství Banffshire, oblast Speyside
- Banff
- Ben Nevis
- Benriach: město Elgin, hrabství Morayshire, oblast Speyside
- Benrinnes: vesnice Aberlour, hrabství Banffshire, oblast Speyside
- Benromach
- Bladnoch
- Blair Athol
- Bowmore
- Brackla
- Braeval: vesnice Chapeltown, hrabství Banffshire, oblast Speyside
- Bruichladdich
- Bunnahabhain
- Caol Ila
- Caperdonich: vesnice Rothes, hrabství Morayshire, oblast Speyside
- Cardhu: vesnice Knockando, hrabství Banffshire, oblast Speyside
- Clynelish: město Brora, hrabství Sautherland, oblast Orkneje a Severní Skotsko
- An Cnoc
- Coleburn
- Convalmore
- Cragganmore: vesnice Ballindalloch, hrabství Banffshire, oblast Speyside
- Craigellachie: vesnice Craigellachie, hrabství Banffshire, oblast Speyside
- Dailuaine: vesnice Carron, hrabství Banffshire, oblast Speyside
- Dallas Dhu
- Dalmore: vesnice Alness, hrabství Ross-shire, oblast Severní Vysočina
- Dalwhinnie
- Deanston
- Drumguish
- Dufftown: město Dufftown, hrabství Banffshire, oblast Speyside
- Edradour
- Fettercairn
- Glen Albyn
- Glenallachie
- Glenburgie: město Forres, hrabství Morayshire, oblast Speyside
- Glencadam
- Glendronach: vesnice Forgue, hrabství Aberdeenshire, oblast Speyside
- Glendullan: město Dufftown, hrabství Banffshire, oblast Speyside
- Glen Elgin: město Elgin, hrabství Morayshire, oblast Speyside
- Glenesk
- Glenfarclas: vesnice Ballindalloch, hrabství Banffshire, oblast Speyside
- Glenfiddich: město Dufftown, hrabství Banffshire, oblast Speyside
- Glen Flagler
- Glen Garioch
- Glenglassaugh: město Portsoy, hrabství Banffshire, oblast Speyside
- Glengoyne
- Glen Grant: vesnice Rothes, hrabství Morayshire, oblast Speyside
- Glen Keith: město Keith, hrabství Banffshire, oblast Speyside
- Glenkinchie
- The Glenlivet : vesnice Ballindalloch, hrabství Banffshire, oblast Speyside
- Glenlochy
- Glenlossie: město Elgin, hrabství Morayshire, oblast Speyside
- Glen Mhor
- Glenmorangie: vesnice Tain, hrabství Ross-shire, oblast Severní Vysočina
- Glen Moray: město Elgin, hrabství Morayshire, oblast Speyside
- Glen Ord: město Beauly, hrabství Ross-shire, oblast Severní Vysočina
- Glenrothes: vesnice Rothes, hrabství Morayshire, oblast Speyside
- Glen Scotia
- Glen Spey: vesnice Rothes, hrabství Morayshire, oblast Speyside
- Glentauchers: vesnice Mulben, hrabství Banffshire, oblast Speyside
- Glenturret
- Glen Turner
- Glenugie
- Glenury Royal
- Highland Park: město Kirkwall, ostrov Orkneje, oblast Orkneje a Severní Skotsko
- Imperial: vesnice Carron, hrabství Banffshire, oblast Speyside
- Inchgower: město Buckie, hrabství Banffshire, oblast Speyside
- Inverleven
- Isle of Arran: vesnice Lochranza, ostrov Isle of Arran
- Isle of Jura: vesnice Craighouse, ostrov Isle of Jura
- Kilchoman
- Kinclaith
- Kininvie: město Dufftown, hrabství Banffshire, oblast Speyside
- Knockdhu: vesnice Knock, hrabství Aberdeenshire, oblast Speyside
- Knockando: vesnice Knockando, hrabství Banffshire, oblast Speyside
- Ladyburn
- Lagavulin
- Laphroaig: ostrov Islay v hrabství Argyll
- Linkwood: město Elgin, hrabství Morayshire, oblast Speyside
- Littlemill
- Loch Lomond
- Lochnagar
- Lochside
- Longmorn: město Elgin, hrabství Morayshire, oblast Speyside
- Macallan: vesnice Craigellachie, hrabství Morayshire, oblast Speyside
- Macduff: město Banff, hrabství Banffshire, oblast Speyside
- Mannochmore: město Elgin, hrabství Morayshire, oblast Speyside
- Millburn
- Miltonduff: město Elgin, hrabství Morayshire, oblast Speyside
- Mortlach: město Dufftown, hrabství Banffshire, oblast Speyside
- North Port
- Oban: město Oban, hrabství Argyllshire, oblast Západní Skotsko
- Pittyvaich: město Dufftown, hrabství Banffshire, oblast Speyside
- Port Ellen
- Pulteney: město Wick, hrabství Caithness, oblast Severní Vysočina
- Royal Brackla: město Nairn, hrabství Inverness-shire, oblast Speyside
- Rosebank
- St Magdalene
- Scapa: město Kirkwall, ostrov Orkneje, oblast Orkneje a Severní Skotsko
- Singleton
- Speyburn: vesnice Rothes, hrabství Morayshire, oblast Speyside
- Springbank: město Campbeltown v hrabství Argyllshire, oblast Campbeltown
- Strathisla: město Keith, hrabství Banffshire, oblast Speyside
- Strathmill: město Keith, hrabství Banffshire, oblast Speyside
- Talisker
- Tamdhu: vesnice Knockando, hrabství Banffshire, oblast Speyside
- Tamnavulin
- Teaninich: vesnice Alness, hrabství Ross-shire, oblast Severní Vysočina
- Tobermory
- Tomatin
- Tomintoul : vesnice Ballindalloch, hrabství Banffshire, oblast Speyside
- Tormore
- Tullibardine
- William Grant & Sons